# Agapit l'Anargyre
Pour les articles homonymes, voir Agapit.

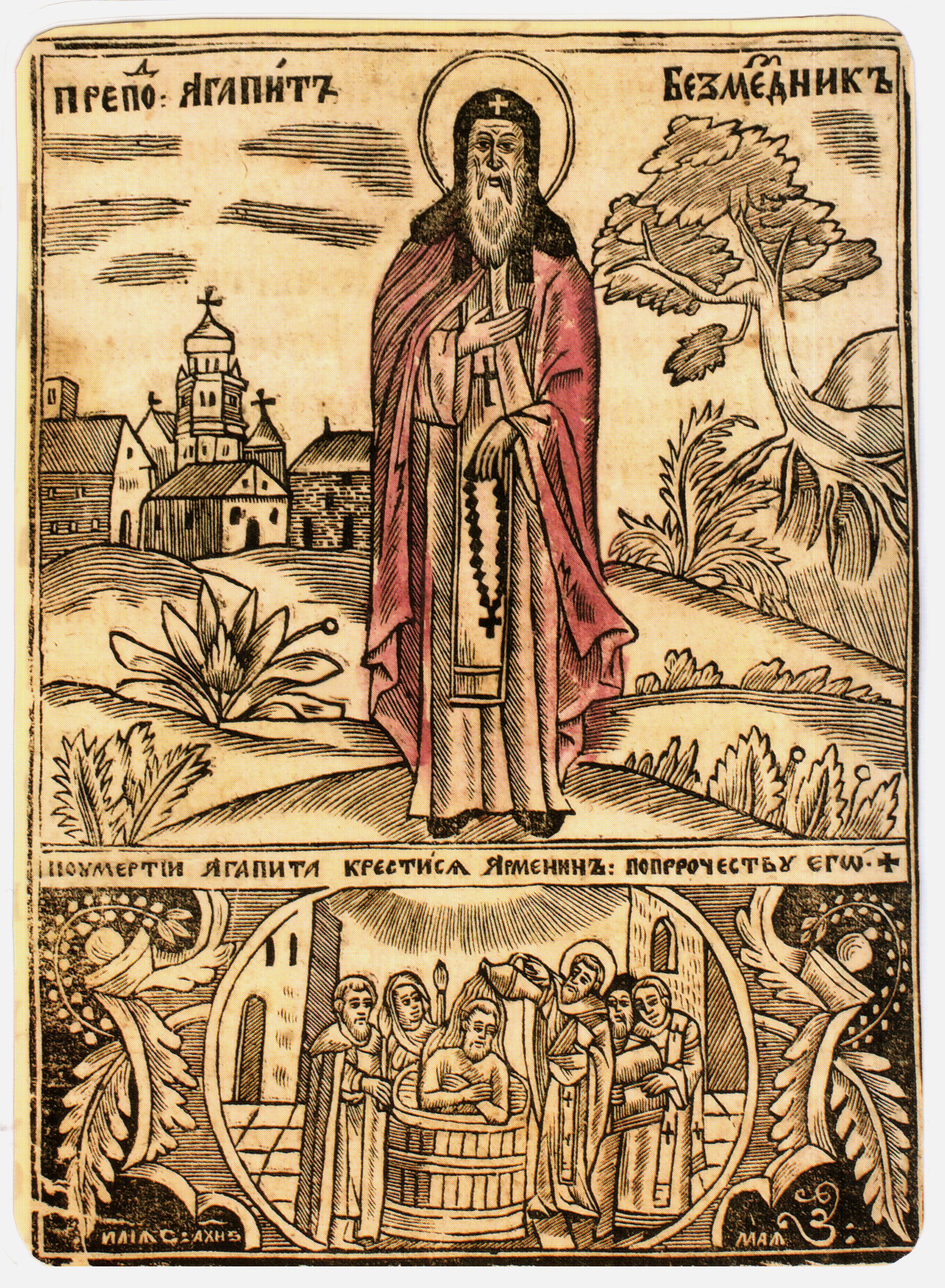
Icône de saint Agapit l'Anargyre, issue du Paterikon de la Laure des Grottes de Kiev (1661)

Agapit l’Anargyre (ou Agapit des Grottes de Kiev) est un moine et saint orthodoxe du XIe siècle, connu pour ses dons de guérisseur. Il est commémoré le 1er juin par l’Église orthodoxe.

## Biographie
Né à Kiev dans la première moitié du XIe siècle, Agapit devient moine à la Laure des Grottes de Kiev, l’un des premiers centres monastiques majeurs de la Russie kiévienne. Il est disciple de Antoine des Grottes de Kiev, l’un des fondateurs de la vie monastique dans la région.
Agapit se distingue par une vie d’ascèse et de prière. Il soigne de nombreux malades, moines comme laïcs, à l’aide d’herbes médicinales et par ses prières. Fidèle à l’idéal monastique, il refuse toute rémunération pour ses soins, ce qui lui vaut le titre d’Anargyre (du grec ἀνάργυρος, anargyros, « sans argent »), désignant les saints guérisseurs qui soignent gratuitement.
Parmi ceux qu’il aurait guéris figure le futur grand-prince Vladimir II Monomaque.

### Le médecin arménien
Une légende populaire rapporte qu’un médecin arménien, réputé à Kiev pour sa capacité à prédire la mort des malades, aurait été défié par Agapit. Alors qu’il avait prédit la mort prochaine d’un malade, ce dernier fut guéri par le moine. Par vengeance, le médecin tenta d’empoisonner Agapit, mais le saint survécut miraculeusement, ce que la tradition attribue à la protection divine.
Plus tard, Agapit tomba lui-même malade. Le médecin lui prédit qu’il mourrait dans trois jours, et promit de devenir moine si cela ne se produisait pas. Agapit répondit qu’il lui restait en réalité trois mois à vivre, selon une révélation divine. Il mourut effectivement trois mois plus tard, le 1er juin 1095. Témoin de ce miracle, le médecin tint parole et devint moine à son tour.

## Vénération
Agapit est vénéré comme saint par l’Église orthodoxe. Il est fêté le 1er juin, date de son décès. Il repose dans les grottes proches de la Laure des Grottes de Kiev, un lieu de pèlerinage important en Ukraine.

## Sources et références
- calendrier.egliseorthodoxe.com
- (en) ocafs.oca.org
- Venerable Agapitus the Unmercenary Physician
- Agapit of Pechersk : Vie et miracles